# トップランク
トップランク (Top Rank, Inc.) は、1973年、ジャビール・ハーバート・ムハンマドとボブ・アラムにより、アメリカ合衆国ネバダ州パラダイスで設立されたボクシングプロモーション会社。多くの世界的ボクサーのプロモーションや、マッチメイクを手がけている。また、ボクシングジム（トップランク・ジム）の運営も行っている。

## 歴史
1966年、トップランクの前身会社であるメイン・バウトがモハメド・アリ、ジャビール・ハーバート・ムハンマド、ボブ・アラム、ネーション・オブ・イスラムのメンバーにより設立。
1980年4月10日から開局間もないケーブルテレビ局ESPNと契約を交わして、ボクシング中継番組「トップランク・ボクシング・オン・ESPN」を定期放送していたが、1995年にESPNの経営陣から新チャンネルESPN2への移行を求められアラムが断ると、番組が終了した。
2015年5月1日、ケーブルテレビ局truTVと放送契約を交わし、ボクシング中継番組「メトロ・PCS・フライデー・ナイト・ノックアウト」を開始した。尚、初回の放送はレイムンド・ベルトラン対粟生隆寛戦だったが、7ヶ月後の12月11日のノニト・ドネア対セサール・ファレス戦を最後に放送打ち切りとなった。
2017年7月、トップランクと長年に渡って強い結び付きがあったケーブルテレビ局HBOが続けるボクシング予算削減への不満から、HBOを離れてESPNと4年間の独占放送契約を交わした。なお初回はマニー・パッキャオ対ジェフ・ホーンの試合をブリスベンから生中継で放送した。
これに伴いHBOとUniMasでの放送は2017年5月20日のテレンス・クロフォード対フェリックス・ディアスを持って終了した。
2018年3月14日、ESPNのストリーミング配信サービス「ESPN+」で年間12興行の配信契約を交わしたことが発表された。8月1日、ESPNとの独占契約が2025年までの7年契約に延長され、年間18興行をESPNで放送し、アメリカ国内の12興行と海外からの24興行がESPN+で配信されることが発表された。ESPNとの契約の1年あたりの放映権料は8400万ドル（約87億円）と報じられている。
2021年11月15日、アマゾンジャパンおよび帝拳プロモーションとパートナーシップ契約を結び、日本で帝拳プロモーションと共同開催する興行を「Prime Video Presents Live Boxing」として日本のプライムビデオで配信することが発表された。
2024年7月22日、サウジアラビアの娯楽庁長官トゥルキ・アラルシクが主宰する興行「リヤド・シーズン」と提携契約を交わしたことが発表された。
2025年7月26日、マディソン・スクエア・ガーデン内にあるフールー・シアターで行われるザンダー・ザヤス対ホルヘ・ガルシアのWBO世界スーパーウェルター級王座決定戦を持って上述のESPNとの7年間の独占契約満了となり放送を終了する事となった。

### ボクシング以外のプロモート
1974年9月8日に、スタントマンのイーベル・ニーベルが蒸気動力のロケット「スカイサイクル X-2 」に乗ってアイダホ州のスネーク川渓谷を渡るジャンプイベント（ジャンプの途中でロケットのパラシュートが開いてしまい失敗）をプロモートした。価格10ドルで全米各地のクローズドサーキットで放送された。

## これまで開催した主な興行
- 1974年1月28日、マディソン・スクエア・ガーデンでモハメド・アリ対ジョー・フレージャー第二戦を開催。
- 1978年2月15日、ヒルトンホテルでモハメド・アリ対レオン・スピンクスを開催。
- 1985年4月15日、シーザーズ・パレス屋外アリーナでマービン・ハグラー対トーマス・ハーンズを開催。
- 1987年4月6日、シーザーズ・パレス屋外アリーナでマービン・ハグラー対シュガー・レイ・レナードを開催。
- 1989年6月12日、シーザーズ・パレスでシュガー・レイ・レナード対トーマス・ハーンズ第二戦を開催。
- 1991年4月19日、アトランティックシティ・コンベンション・センターでイベンダー・ホリフィールド対ジョージ・フォアマンを開催。
- 1994年11月5日、MGMグランド・ガーデン・アリーナでジョージ・フォアマン対マイケル・モーラーを開催。
- 1996年6月7日、シーザーズ・パレスでフリオ・セサール・チャベス対オスカー・デ・ラ・ホーヤを開催。
- 2008年12月6日、MGMグランド・ガーデン・アリーナでオスカー・デ・ラ・ホーヤ対マニー・パッキャオのウェルター級契約12回戦のノンタイトルマッチ「ザ・ドリームマッチ」を開催。
- 2009年5月2日、リッキー・ハットン対マニー・パッキャオの「ザ・バトル・オブ・イースト・アンド・ウェスト」を開催（ゴールデンボーイプロモーションズとの共同開催はこの興行を最後に行われていない）。
- 2009年11月14日、MGMグランド・ガーデン・アリーナでマニー・パッキャオ対ミゲール・コットの「ファイヤー・パワー」を開催。
- 2010年3月13日、AT&Tスタジアムでマニー・パッキャオ対ジョシュア・クロッティの「ザ・イベント」を開催。
- 2012年6月9日、マニー・パッキャオ対ティモシー・ブラッドリーの「パーフェクト・ストーム」を開催。
- 2014年2月22日、コタイ・アリーナ（マカオ）で「リング・オブ・ゴールド」を開催。鄒市明がメインイベントを務め、同じロンドンオリンピック金メダリストの村田諒太とエゴー・メコンチェフも前座に出場した。
- 2015年5月2日、MGMグランド・ガーデン・アリーナでマニー・パッキャオ対フロイド・メイウェザー・ジュニアのWBA・WBC・WBO世界ウェルター級王座統一戦「ザ・ファイト・オブ・ザ・センチュリー」を開催（メイウェザープロモーションズとの共催）。

## 主な契約選手

### 現契約選手
- テオフィモ・ロペス
- ワシル・ロマチェンコ
- 井上尚弥（2019年11月契約、フェニックス・プロモーションと共同プロモート）[17]
- アルツール・ベテルビエフ（2019年1月契約）
- ジャニベク・アリムハヌリ
- キーショーン・デービス
- エマヌエル・ナバレッテ（サンフェル・プロモーションズと共同プロモート）
- ラファエル・エスピノサ（サンフェル・プロモーションズと共同プロモート）
- ハイメ・ムンギア（ゴールデンボーイ・プロモーションズから移籍、サンフェル・プロモーションズと共同プロモート）
- ブライアン・ノーマン・ジュニア
- オシャキー・フォスター
- アンジェロ・レオ（メイウェザー・プロモーションズから移籍）
- クリスチャン・エンビリ（アイ・オブ・ザ・タイガーと共同プロモート）
- ザンダー・ザヤス（16歳での契約、トップランク最年少契約。デビュー戦は17歳）[18]
- レイモンド・ムラタラ
- ロブソン・コンセイソン
- オスカル・バルデス
- ロベイシ・ラミレス
- ルイス・アルベルト・ロペス（2021年12月契約）[19]
- デニス・ベリンチク
- サンドル・マルティン
- オタベク・ホルマトフ
- バホディル・ジャロロフ
- ジャレッド・アンダーソン
- リチャード・トーレス
- ミカエラ・メイヤー（トップランクと契約した初の女子ボクサー）
- 中谷潤人（2024年7月契約。帝拳プロモーション・M.Tと共同プロモート）[20]

### 元契約選手
- モハメド・アリ
- シュガー・レイ・レナード
- フロイド・メイウェザー・ジュニア
- オスカー・デ・ラ・ホーヤ
- マニー・パッキャオ
- アレクシス・アルゲリョ
- ロベルト・デュラン
- マーベラス・マービン・ハグラー
- トーマス・ハーンズ
- ジョー・フレイジャー
- ジョージ・フォアマン
- ジェームズ・トニー
- テリー・ノリス
- カルロス・モンソン
- ポーリー・アヤラ
- レイ・マンシーニ
- ミゲール・コット
- エリック・モラレス
- アントニオ・マルガリート
- フリオ・セサール・チャベス・ジュニア
- トミー・モリソン
- ミゲル・アンヘル・ガルシア
- ファン・マヌエル・ロペス
- ユリオルキス・ガンボア
- ギレルモ・リゴンドウ
- マイケル・カルバハル
- ケリー・パブリク
- ハシーム・ラクマン
- ノニト・ドネア（2017年3月離脱）[21]
- 鄒市明（2017年7月離脱）[22]
- ティモシー・ブラッドリー（2017年8月引退）[23]
- ファン・マヌエル・マルケス（2017年8月引退）[24][25]
- テレンス・クロフォード
- デヴィン・ヘイニー（ディベラ・エンターテインメントと共同プロモート）
- シャクール・スティーブンソン（マッチルーム・スポーツへ移籍）
- タイソン・フューリー（2019年2月契約、クィーンズ・ベリー・プロモーションズと共同プロモート。2025年1月引退）
- フェリックス・ベルデホ
- 村田諒太（2013年6月契約、2023年3月引退）
- 伊藤雅雪（2019年4月契約、2022年7月引退）[26][27]
- 岡田博喜（2018年8月契約）[28]
- 平岡アンディ[29]

## トップランク・ボクシング・オン・ESPN

### 日本人選手が放送された試合
| 日付           | 試合                                       | 視聴者数  | 参考                                                         |
| -------------- | ------------------------------------------ | --------- | ------------------------------------------------------------ |
| 2023年5月20日  | 中谷潤人 対 アンドリュー・モロニー         | 55万9千人 | デヴィン・ヘイニー対ワシル・ロマチェンコのPPVカードの前座    |
| 2023年4月8日   | シャクール・スティーブンソン 対 吉野修一郎 | 80万4千人 | メインイベント                                               |
| 2021年6月19日  | 井上尚弥 対 マイケル・ダスマリナス         | 81万8千人 | メインイベント                                               |
| 2020年12月12日 | 中谷正義 対 フェリックス・ベルデホ         | 155万人   | シャークル・スティーブンソン対トカ・カーン・クレイリーの前座 |
| 2019年11月2日  | ハビエル・モリナ 対 岡田博喜               | 63万5千人 | ミゲール・ベルチェット対ジェイソン・ソーサの前座             |
| 2019年5月25日  | ジャメル・ヘリング 対 伊藤雅雪             | 55万6千人 | メインイベント                                               |
| 2019年5月4日   | ヘルウィン・アンカハス 対 船井龍一         | 48万人    | アルツール・ベテルビエフ対ラディボェ・カライジッチの前座     |
| 2019年2月10日  | レイムンド・ベルトラン 対 岡田博喜         | 65万5千人 | ホセ・カルロス・ラミレス対ホセ・ゼペダの前座                 |
| 2018年8月25日  | アイザック・ドグボエ 対 大竹秀典           | 53万2千人 | ホセ・ペドラザ対レイムンド・ベルトランの前座                 |

### 放送された日本開催の興行
| 日付（日本時間） | メインイベント                         | 視聴者数 | 参考 |
| ---------------- | -------------------------------------- | -------- | --- |
| 2024年2月24日    | 井上拓真 対 ヘルウィン・アンカハス     |          | アレハンドロ・サンティアゴ 対 中谷潤人、田中恒成 対 クリスチャン・バカセグアとのトリプル世界戦 日本ではプライムビデオ、アメリカではESPN+にて配信 |
| 2024年1月23日    | 寺地拳四朗 対 カルロス・カニサレス     |          | アルテム・ダラキアン 対 ユーリ阿久井政悟とのダブル世界戦 日本ではプライムビデオ、アメリカではESPN+にて配信                                       |
| 2023年12月26日   | 井上尚弥 対 マーロン・タパレス         |          | 日本ではLemino、アメリカではESPN+にて配信 |
| 2023年9月18日    | 寺地拳四朗 対 ヘッキー・ブドラー       |          | 中谷潤人 対 アルジ・コルテスとのダブル世界戦 日本ではプライムビデオ、アメリカではESPN+にて配信                                                   |
| 2023年7月25日    | スティーブン・フルトン 対 井上尚弥     |          | ロベイシ・ラミレス 対 清水聡とのダブル世界戦 日本ではLemino、アメリカではESPN+にて配信                                                           |
| 2023年4月8日     | 寺地拳四朗 対 アンソニー・オラスクエガ |          | 井上拓真 対 リボリオ・ソリスとのダブル世界戦 日本ではプライムビデオ、アメリカではESPN+にて配信                                                   |
| 2022年12月13日   | 井上尚弥 対 ポール・バトラー           |          | 日本ではdTV、アメリカではESPN+にて配信 |
| 2022年11月1日    | 寺地拳四朗 対 京口紘人                 |          | ジョナサン・ゴンサレス 対 岩田翔吉とのダブル世界戦 日本ではプライムビデオ、アメリカではESPN+にて配信                                             |
| 2022年6月7日     | 井上尚弥 対 ノニト・ドネア 2           |          | 日本ではプライムビデオ、アメリカではESPN+にて配信                                                                                                |
| 2019年12月23日   | 村田諒太 対 スティーブン・バトラー     |          | モルティ・ムザラネ 対 八重樫東、寺地拳四朗 対 ランディ・ペタルコリンとのトリプル世界戦 日本ではフジテレビ系列にて放送                            |
| 2019年7月12日    | ロブ・ブラント 対 村田諒太 2           |          | 日本ではフジテレビ系列にて放送、アメリカではESPN+にて配信                                                                                        |
| 2018年4月15日    | 村田諒太 対 エマヌエーレ・ブランダムラ |          | 日本ではフジテレビ系列、アメリカではESPN2にて放送                                                                                                |